# Xyccarph tenuis
Xyccarph tenuis là một loài nhện trong họ Oonopidae.
Loài này thuộc chi Xyccarph. Xyccarph tenuis được miêu tả năm 1924 bởi Vellard.